# Слонь, Михаил Варнаевич
Михаил Варнаевич Слонь (укр. Михайло Варнайович Слонь; 7 ноября 1906, с. Демидовка, Кременчугский уезд, Полтавская губерния, Российская империя — 19 апреля 1955, Киев, Украинская ССР, СССР) — советский украинский партийный и государственный деятель. Первый секретарь Волынского (1944) и Станиславского (1944—1949, 1950—1951) обкомов КП(б) Украины. Полковник государственной безопасности.

## Биография
Родился 7 ноября 1906 в селе Демидовка Кременчугского уезда Полтавской губернии Российской империи (ныне село в составе Омельникской сельской общины Кременчугского района Полтавской области Украины), в семье плотника.
В 1918 г. окончил городское училище в городе Кременчуг. С 1919 до 1921 г. — ученик швеца кредитного общества в Кременчуге, с 1921 до 1922 г. — подмастерье сапожника у кустарей по найму в Кременчуге, в 1922—1923 гг. — чернорабочий Кременчугской бирже труда. В 1923—1924 гг. — красноармеец 25-й отдельной роты связи 25-й Чапаевской дивизии в Кременчуге. В 1924—1925 гг. — сапожник обувной фабрики Комитета борьбы с беспризорностью в Кременчуге. В 1925—1927 гг. — председатель профкома Кременчугской обувной мастерской.
В сентябре 1926 г. вступил в ряды ВКП(б). В 1937 г. окончил Высшие курсы марксизма-ленинизма при ЦК КП(б) Украины, в 1950 г. — Курсы переподготовки секретарей обкомов при ЦК ВКП(б).
В 1927—1929 гг. — заведующий складом, секретарь партийного отделения Кременчугской обувной фабрики. В 1929—1930 гг. — заместитель директора, директор Кременчугской обувной фабрики. В 1930—1931 гг. — секретарь партийной ячейки объединения предприятий 15-го кожевенного завода и Первой шорной фабрики в Кременчуге. В 1931—1932 гг. — заведующий организационно-инструкторским отделом Нововодолажского районного комитета КП(б)У.
- 1932—1935 гг. — первый секретарь Нововодолажского районного комитета КП(б) Украины (Харьковская область),
- февраль—ноябрь 1935 г. — второй секретарь Волчанского районного комитета КП(б) Украины (Харьковская область),
- апрель—июль 1937 г. — второй секретарь Сахновщинского районного комитета КП(б) Украины (Харьковская область),
- 1937—1939 гг. — первый секретарь Сахновщинского районного комитета КП(б)У Украины (Харьковская область),
- май—сентябрь 1939 г. — заведующий организационно-инструкторским отделом Харьковского областного комитета КП(б) Украины,
- сентябрь—октябрь 1939 г. — председатель уездного Временного управления Подгаецкого повета Тарнопольского воеводства,
- 1939—1940 гг. — второй секретарь Тарнопольского областного комитета КП(б) Украины,
- 1940—1941 гг. — председатель исполнительного комитета Тарнопольськой областного Совета депутатов трудящихся.

Участник Второй мировой войны. В 1941—1942 гг. — уполномоченный ЦК КП(б) Украины и СНК Украинской ССР по оборонительным сооружениям Юго-Западного фронта. В апреле—июле 1942 г. — военный комиссар 23-го управления оборонительного строительства НКО Юго-Западного фронта. В 1942—1943 гг. — член Военного Совета 9-й армии Северо-Кавказского фронта, полковник. В 1943—1944 гг. — член Военного Совета 18-й армии 1-го Украинского фронта, полковник.
- февраль—март 1944 гг. — первый секретарь Волынского областного комитета КП(б) Украины,
- 1944—1949  и 1950-1951 гг. — первый секретарь Станиславского областного комитета КП(б) Украины,
- 1951—1953 гг. — заместитель министра государственной безопасности Украинской ССР по кадрам,
- апрель—июль 1953 г. — инспектор ЦК КП Украины,
- июль—сентябрь 1953 г. — и.о. первого заместителя,
- 1953—1954 гг. — первый заместитель министра внутренних дел Украинской ССР.

С июня 1954 г. — первый заместитель председателя Комитета государственной безопасности при Совете Министров Украинской ССР.
Депутат Верховного Совета СССР 2-4-го созывов. Член Ревизионной Комиссии КП(б)-КП Украины (1952—1955).
Скончался 19 апреля 1955 года, похоронен на Байковом ладбище Киева.

## Награды  и звания
- орден Ленина (23.01.1948)
- орден Красного Знамени (1.04.1943)
- два ордена Отечественной войны 1-й степени (25.10.1943, 1.02.1945)
- орден Красной Звезды (13.12.1942)
- три медали

## Ссылка
- (рус.)Справочник по истории Коммунистической партии и Советского Союза 1898—1991